# Ana Arias (actriz)
Ana Beatriz Pérez Arias (Madrid, 19 de octubre de 1982), más conocida como Ana Arias, es una actriz española. Uno de sus trabajos más importantes fue en la serie Cuéntame cómo pasó, de Televisión Española, donde interpretaba a Paquita. Actualmente interpreta a Cris en las series El pueblo y La que se avecina.

## Biografía
Hija de Enrique Simón y Diana Arias, realizó cursos de interpretación en la Real Escuela de Arte Dramático, en la Fundación Shakespeare y en la Escuela Barraca, para después ingresar en la Real Escuela Superior de Arte Dramático en Madrid. Actualmente continúa sus estudios en Nueva York, con John Strasberg.

## Carrera
Sobre las tablas interpretó Eloísa está debajo de un almendro (de Enrique Jardiel Poncela), Mariana Pineda (de Federico García Lorca) y Así es si así os parece, de Luigi Pirandello.
Tras participar en las series Compañeros y Policías, en el corazón de la calle, saltó a la fama al interpretar a Paquita en la serie Cuéntame cómo pasó, donde aparece como una joven de pueblo que descubre la homosexualidad de su novio Mateo (Asier Etxeandía) y se va transformando en una mujer trabajadora y madre.

## Filmografía

### Cine
| Año  | Película         | Personaje | Director        |
| ---- | ---------------- | --------- | --------------- |
| 2020 | La suite nupcial | Marisa    | Carlos Iglesias |

### Televisión

#### Series
| Año           | Título             | Personaje                           | Canal                   | Notas         |
| ------------- | ------------------ | ----------------------------------- | ----------------------- | ------------- |
| 2004-2023     | Cuéntame cómo pasó | Francisca "Paquita" Fernández Ramos | La 1                    | 271 episodios |
| 2022-2023     | El pueblo          | Cristina "Cris" García              | Prime Video / Telecinco | 16 episodios  |
| 2023-presente | La que se avecina  | Cristina "Cris" García              | Prime Video / Telecinco | ¿? episodios  |

#### Programas
| Año  | Título              | Función      | Canal |
| ---- | ------------------- | ------------ | ----- |
| 2018 | Telepasión española | Colaboradora | La 1  |

### Cortometrajes
| Año  | Título             | Personaje | Director         |
| ---- | ------------------ | --------- | ---------------- |
| 2005 | Donde nadie nos ve | Julia     | Salvador Perpiñá |

### Webseries
| Año  | Título             | Personaje |
| ---- | ------------------ | --------- |
| 2020 | Si vienes, repites |           |

## Teatro
- Así es (si así os parece) (2006).
- El apagón  (2012)

- Datos: Q2881250